# Aline Sax
Aline Sax, née à Borgerhout (Anvers), le 20 mars 1984, est une historienne et autrice belge de livres pour enfants et de romans pour adolescents, souvent à caractère historique. Les récits écrits en néerlandais, se situent notamment durant la Seconde Guerre mondiale. Son livre Les couleurs du ghetto, un roman graphique sur le ghetto de Varsovie est traduit dans plusieurs langues et reçoit de nombreux prix en Belgique et à l'étranger.

## Biographie

### Jeunesse et formation
Aline Sax est née à Borgerhout, Anvers, le 20 mars 1984. Avec sa sœur plus jeune, Jutta Sax, elle grandit à Wilrijk. Elle fait ses études secondaires à Hoboken, étudie le violon pendant plusieurs années et fait du théâtre.
Elle étudie l'histoire à l'université d'Anvers où elle obtient un doctorat. Sa thèse, qui traite de la collaboration flamande durant la Seconde Guerre mondiale, est publiée, en 2012, sous le titre Voor Vlaanderen, Volk en Führer, de Motivation and the Worldview of Flemish Collaborators during the Second World War,. Elle étudie également l'histoire militaire à Berlin.
Après son doctorat, elle travaille pendant un certain temps à l'Institut d'histoire publique (Instituut voor Publieksgeschiedenis) de l'Université de Gand. Elle est ensuite coordinatrice de recherche pour le projet historique Geheugen Collectief et enseigne l'histoire publique à l'Université d'Anvers.

### Œuvre littéraire
Les romans d'Aline Sax se passent généralement durant la première moitié du XXe siècle. Ils traitent de l'amitié, de la recherche d'identité, des conditions de vie difficile liées à la guerre et de la confrontation entre deux mondes ou deux cultures.
A l'âge de 14 ans, elle écrit son premier récit Mist over het strand qui décrit le débarquement en Normandie vu par deux enfants soldats allemands, Sepp et Ralph, âgés de quinze ans et endoctrinés par la Hitlerjugend. Les éditions Clavis le publie en 2001.
Il est suivi par Duivelsvlucht, sur le gang des Bokkenrijders actif au XVIIIe siècle, De gebroken harp sur le soulèvement de Pâques en Irlande et Geen stap terug sur trois jeunes qui s'impliquent dans la bataille de Stalingrad. De Hond van Roosevelt traite également de la Seconde Guerre mondiale, notamment de l'offensive des Ardennes. Vient ensuite le diptyque Wij, twee jongens et Schaduwleven, qui connaît également un grand succès en Allemagne et en Autriche, au Danemark et aux États-Unis après sa traduction.
En 2010, Aline Sax écrit De laatste reis sur l'Holocauste avec à la fois une histoire et des informations pour les enfants à partir de 10 ans.
De kleuren van het getto, un roman graphique sur le ghetto de Varsovie, paraît en 2011 avec des illustrations de Caryl Strzelecki. Ce livre est traduit dans plusieurs langues, dont le français (Les couleurs du ghetto),,.
Het meisje en de soldaat, une nouvelle sur la Première Guerre mondiale paraît en 2013. Il est également publié en allemand, danois et français (La jeune fille et le soldat). Grensgangers (2015) raconte l'histoire de trois jeunes à l'époque du mur de Berlin.
En 2018 paraît De Lantaarnaansteker, un conte de fées d'hiver avec des illustrations d'Ann De Bode, publié la même année en français sous le titre L'Allumeur de reverbère. Pour De jongen op het dak (2020), Aline Sax collabore avec l'illustrateur Sassafras De Bruyn.
Les récits historiques d'Aline Sax sont soigneusement documentés et font preuve d'une grande précision historique. Elle déclare consacrer beaucoup de temps à faire des recherches pour chacun de ses ouvrages.
Aline Sax est récompensée à plusieurs reprises par des prix littéraires en Belgique comme à l'étranger. En 2017, elle fait partie du Aarhus39 - les 39 meilleurs auteurs européens de jeunesse de moins de 40 ans.

## Publications

### Traductions en français
- Les Couleurs du ghetto [« De kleuren van het ghetto »] (trad. Maurice Lomré, ill. Caryl Strzelecki), La Joie de Lire, 2019 (ISBN 978-2889084739).

- La Jeune fille et le soldat [« Het meisje en de soldaat »] (trad. Maurice Lomré, ill. Ann de Bode), La Joie de Lire, 2017 (ISBN 978-2889083763).
- L'Allumeur de réverbère [« De Lantaarnaansteker »], Erasme, 2018 (ISBN 9782874382567).

### En langue originale néerlandaise

#### Livres pour la jeunesse
- De gebroken harp, Clavis, 2004  (ISBN 978-9044802061)
- Geen stap terug, Clavis 2005  (ISBN 978-9044803853)
- Schaduwleven, Clavis, 2007  (ISBN 978-9044807929)
- Grensgangers, Davidsfonds 2017  (ISBN 978-9059088610)
- De Hond van Roosevelt, Plantyn, 2015  (ISBN 978-9031725090)
- Wij, twee jongens, Infodok, 2022  (ISBN 978-9002275890)
- Uit het niets, Infodok, 2022,  (ISBN 978-9002274343)
- De jongen op het dak, Sassafras De Bruyn (ill.), De Eenhoorn, 2020  (ISBN 978-9462914520)
- De Laatste reis, Clavis, 2010  (ISBN 9789044814156)

#### Autres publications
- Voor Vlaanderen, volk en Führer: de motivatie en het wereldbeeld van Vlaamse collaborateurs tijdens de Tweede Wereldoorlog 1940-1945, Manteau, 2012  (ISBN 978-9022327517)
- avec Maarten Mahieu, Hannelore Vandebroek, Tegen-strijd: de beleving van de Eerste Wereldoorlog in het land van Dendermonde, Davidsfonds, 2014  (ISBN 978-9059085428)
- avec Marteen Mahieu, Hannelore Vandebroek, Jonas Raats, Bezette kust: leven in de schaduw van de Atlantikwall, Hannibal, 2014,  (ISBN 978-9491376788)
- Berlijn in WO II, Horizon, 2022  (ISBN 978-9463962445)

### Distinctions
- 2008 : De Kleine Cervantes (nl), Kinder- en Jeugdjury Vlaanderen (nl) 2e prix, Prix provincial de littérature de la province d'Anvers pour Wij, twee jongens[12]
- 2013 : White Raven pour De kleuren van het ghetto
- 2014 :
  - National Jewisk Book Award (en), Sydney Taylor Book Award et Batchelder Honor Award (USA)  pour The War within these Walls[13],[14]
  - Gouden Lijst (nl) (mention honorable) et White Raven : pour Het meisje en de soldaat [15]
- 2016 :
  - Gouden Lijst, mention honorable et White Raven  pour Grensgangers[16],[17]
- 2017 :
  - De kleine Cervantes et Kinder- en Jeugdjury Vlaanderen pour Grensgangers[18]
- 2020 : Prix Libbylit 2020 du roman belge (Les Couleurs du ghetto)[19]